# Vítězslav Jureček
Vítězslav Jureček (25. května 1960, Šumperk – 18. května 2011) byl československý biatlonista.

## Závodní kariéra
Na XIV. ZOH v Sarajevu 1984 skončil v závodě jednotlivců na 10 km na 13. místě. Na juniorském mistrovství světa v Sarajevu 1980 skončil na 4. a 6. místě. Na Mistrovství světa v biatlonu skončil nejlépe v v Minsku v roce 1982 na 10. místě v závodě na 20 km. Ve světovém poháru je jeho nejlepším umístěním 6. místo v závodě ve Švýcarsku v roce 1982. V letech 1980, 1981 a 1984 se stal mistrem Československa.